# 国の利害に関係のある訴訟についての法務大臣の権限等に関する法律
国の利害に関係のある訴訟についての法務大臣の権限等に関する法律（くにのりがいにかんけいのあるそしょうについてのほうむだいじんのけんげんとうにかんするほうりつ、昭和22年12月17日法律第194号）は、日本国政府に利害関係のある訴訟について、法務大臣が国を代表することに関する日本の法律である。法務大臣権限法、または単に権限法と略されることがある。
1947年（昭和22年）12月17日公布、1948年（昭和23年）2月15日施行（法務庁の設置と同時）。
この法律に基づき、法務省訟務局が訴訟対応に当たり、法曹有資格者である訟務検事をはじめとする法務省職員が指定代理人となる。また、2004年（平成16年）の改正で、地方分権により新設された「法定受託事務」に関する訴訟が提起された場合の地方公共団体の法務大臣への報告義務と、独立行政法人が訴訟の当事者となった場合の法務大臣への報告義務などが定められた。
制定当初は題名がなく公布文中の「国の利害に関係のある訴訟についての法務総裁の権限等に関する法律」を用いた件名により呼称されたが、1952年8月1日の法務省発足（法務府から改称）に伴う改正により、「法務総裁」の部分を「法務大臣」とする現在の題名が付された。